# Anthocoptes ribis
Anthocoptes ribis är en spindeldjursart som beskrevs av George Edward Massee 1929. Anthocoptes ribis ingår i släktet Anthocoptes, och familjen Eriophyidae. Arten är reproducerande i Sverige.